# Jarosław Kukulski
Jarosław Kazimierz Kukulski (26 de maio de 1944 – 13 de setembro de 2010), foi um compositor polonês.
Kukulski nasceu em Września.  Era casado com a cantora Anna Jantar e pai da também cantora Natalia Kukulska e de Piotr Kukulski.